# 柳沢裕一
柳沢 裕一（やなぎさわ ゆういち、1971年8月2日 - ）は、長野県松本市出身の元プロ野球選手（捕手、右投右打）・コーチ。現在はベースボール・チャレンジ・リーグの信濃グランセローズで監督を務める。

## 来歴

### プロ入り前
松商学園高等学校では1989年春季北信越大会決勝に進出するが星稜高等学校に敗れる。同年夏は県予選で敗退し甲子園には出場できなかった。
卒業後は明治大学に進学。東京六大学野球リーグでは佐々木善丈（三菱自動車川崎）とバッテリーを組み、1992年春季リーグで優勝。同年の日米大学野球選手権大会日本代表に選出される。リーグ通算55試合出場、198打数60安打、打率.303、7本塁打、30打点。ベストナイン3回。同期に鳥越裕介、お笑い芸人ガンリキの佐橋大輔がいる。
強肩で鳴らし、3年春のリーグ戦で1試合3本塁打を記録した実績も買われて、1993年のドラフト2位で読売ジャイアンツに入団。

### プロ入り後
即戦力捕手として期待され、1997年には村田真一らと定位置を争い、41試合に先発マスクを被る。しかし打撃が伸び悩んだことや、家庭のトラブルもあり、1999年シーズン中に伊藤隆偉との交換トレードでオリックス・ブルーウェーブへ移籍。2001年には巨人時代のチームメイトだった吉原孝介との交換トレードで中日ドラゴンズへ移籍した。
年間で最もヒットを打ったシーズンは1997年の26本であるが、打点は0であった。通算打点0のまま巨人を去り（この時点での通算安打数は28）、オリックスでは打点どころかヒットも1本も打てずに中日に移籍した。その後、中日で2番手捕手の座を固めていくうちに、プロ入り初本塁打・初打点も記録した。
中日へ移籍してから最初の2年間は出場機会は少なかった。その一方で、投手の調子を見抜く能力を高く評価され、オリックスや中日ではブルペンを固める裏方として、2002年までは半ばコーチのような存在であった。
2003年は野口茂樹が先発する際に先発マスクを被る機会が多く、中日時代では最多の45試合に出場した。また、平松一宏ともバッテリーを組んだ際にはテレビ中継などで実況から「元巨人バッテリー」と紹介された。
2004年は、2番手捕手として谷繁元信の故障時の穴を埋め、「スーパーサブ」として高い評価を受けた。対巨人戦でタイムリーを放ち、ヒーローインタビューで「僕はジャイアンツを出された人間ですから…何とか今日まで活躍できたことが…すごいうれしかったです。」と涙を浮かべながら言った。また、7月28日の阪神戦では、現役生活で唯一の本塁打も放った。
2005年オフの契約更改で「もうスーパーサブではない」と言われ大減俸を受ける。さらに追い打ちをかけるように、野口茂樹が巨人にFA移籍した代わりに補償によって獲得した小田幸平が2番手捕手争いに参戦したことにより、2006年シーズンは一軍での出場機会が0試合となる。シーズン終了後、戦力外通告を受け退団。
2007年2月、福岡ソフトバンクホークスの春季キャンプにテスト生として参加したが、不合格に終わった。

### 引退後
イチローのマネージメント会社に入ってサポート役をする傍ら、元中日捕手の新宅洋志が主宰する「ドラゴンズOB少年野球教室」の講師や「楽天イーグルス ベースボール・スクール」の指導者を務めた。
2015年10月13日に2016年から東北楽天ゴールデンイーグルス二軍バッテリーコーチに就任することが発表された。
2018年10月5日に来季の契約をしないことを通知された。11月6日、ベースボール・チャレンジ・リーグの信濃グランセローズ監督に就任することが発表された。
信濃では就任初年度となる2019年に前期と後期を連覇した（チームとして前後期連覇は初）。しかし、リーグチャンピオンシップでは栃木ゴールデンブレーブスに敗れた。2022年にチームとして5年ぶりとなるリーグ総合優勝を達成。チーム初の「独立リーグ日本一」を賭けたグランドチャンピオンシップは決勝に進出したが、九州アジアリーグの火の国サラマンダーズに敗退した。

## 人物
温厚な人柄であり、オリックスではイチローと仲が良く、自主トレーニングのパートナーだった。イチローがメジャー移籍を果たした後も、時々自主トレを一緒に行い、イチローが心を許せる数少ないプロ野球関係者である。

## 詳細情報

### 年度別打撃成績
| 年 度      | 球 団      | 試 合 | 打 席 | 打 数 | 得 点 | 安 打 | 二 塁 打 | 三 塁 打 | 本 塁 打 | 塁 打 | 打 点 | 盗 塁 | 盗 塁 死 | 犠 打 | 犠 飛 | 四 球 | 敬 遠 | 死 球 | 三 振 | 併 殺 打 | 打 率 | 出 塁 率 | 長 打 率 | O P S |
| ---------- | ---------- | ----- | ----- | ----- | ----- | ----- | -------- | -------- | -------- | ----- | ----- | ----- | -------- | ----- | ----- | ----- | ----- | ----- | ----- | -------- | ----- | -------- | -------- | ----- |
| 1995       | 巨人       | 4     | 1     | 1     | 0     | 0     | 0        | 0        | 0        | 0     | 0     | 0     | 0        | 0     | 0     | 0     | 0     | 0     | 0     | 0        | .000  | .000     | .000     | .000  |
| 1997       | 巨人       | 57    | 135   | 121   | 3     | 26    | 1        | 0        | 0        | 27    | 0     | 0     | 1        | 5     | 0     | 9     | 4     | 0     | 18    | 4        | .215  | .269     | .223     | .492  |
| 1998       | 巨人       | 8     | 12    | 11    | 2     | 2     | 0        | 0        | 0        | 2     | 0     | 1     | 0        | 0     | 0     | 0     | 0     | 1     | 4     | 0        | .182  | .250     | .182     | .432  |
| 1999       | 巨人       | 1     | 2     | 2     | 0     | 0     | 0        | 0        | 0        | 0     | 0     | 0     | 0        | 0     | 0     | 0     | 0     | 0     | 2     | 0        | .000  | .000     | .000     | .000  |
| 1999       | オリックス | 4     | 2     | 2     | 0     | 0     | 0        | 0        | 0        | 0     | 0     | 0     | 0        | 0     | 0     | 0     | 0     | 0     | 1     | 0        | .000  | .000     | .000     | .000  |
| '99計      | オリックス | 5     | 4     | 4     | 0     | 0     | 0        | 0        | 0        | 0     | 0     | 0     | 0        | 0     | 0     | 0     | 0     | 0     | 3     | 0        | .000  | .000     | .000     | .000  |
| 2000       | オリックス | 9     | 3     | 2     | 0     | 0     | 0        | 0        | 0        | 0     | 0     | 0     | 0        | 1     | 0     | 0     | 0     | 0     | 1     | 0        | .000  | .000     | .000     | .000  |
| 2001       | 中日       | 18    | 23    | 19    | 0     | 5     | 1        | 0        | 0        | 6     | 3     | 0     | 0        | 2     | 0     | 1     | 0     | 1     | 4     | 1        | .263  | .333     | .316     | .649  |
| 2002       | 中日       | 6     | 5     | 5     | 0     | 0     | 0        | 0        | 0        | 0     | 0     | 0     | 0        | 0     | 0     | 0     | 0     | 0     | 2     | 0        | .000  | .000     | .000     | .000  |
| 2003       | 中日       | 45    | 87    | 77    | 7     | 17    | 1        | 0        | 0        | 18    | 4     | 1     | 1        | 4     | 0     | 3     | 1     | 3     | 22    | 1        | .221  | .277     | .234     | .511  |
| 2004       | 中日       | 38    | 72    | 62    | 7     | 15    | 3        | 0        | 1        | 21    | 10    | 1     | 0        | 2     | 0     | 6     | 0     | 2     | 24    | 2        | .242  | .329     | .339     | .667  |
| 2005       | 中日       | 14    | 18    | 18    | 2     | 2     | 0        | 0        | 0        | 2     | 0     | 0     | 0        | 0     | 0     | 0     | 0     | 0     | 8     | 0        | .111  | .111     | .111     | .222  |
| 通算：10年 | 通算：10年 | 204   | 360   | 320   | 21    | 67    | 6        | 0        | 1        | 76    | 17    | 3     | 2        | 14    | 0     | 19    | 5     | 7     | 86    | 8        | .209  | .269     | .238     | .507  |

### 年度別守備成績
| 年 度 | 球 団      | 捕手  | 捕手  | 捕手  | 捕手  | 捕手  | 捕手     | 捕手  | 捕手     | 捕手     | 捕手     | 捕手     |
| 年 度 | 球 団      | 試 合 | 刺 殺 | 補 殺 | 失 策 | 併 殺 | 守 備 率 | 捕 逸 | 企 図 数 | 許 盗 塁 | 盗 塁 刺 | 阻 止 率 |
| ----- | ---------- | ----- | ----- | ----- | ----- | ----- | -------- | ----- | -------- | -------- | -------- | -------- |
| 1995  | 巨人       | 4     |       |       | 0     |       |          |       | 0        | 0        | 0        | -        |
| 1997  | 巨人       | 53    |       |       | 2     |       |          |       | 38       | 21       | 17       | .447     |
| 1998  | 巨人       | 8     |       |       | 0     |       |          |       | 2        | 1        | 1        | .500     |
| 1999  | 巨人       | 1     |       |       | 0     |       |          |       | 0        | 0        | 0        | .---     |
| 1999  | オリックス | 1     |       |       | 0     |       |          |       | 0        | 0        | 0        | .---     |
| '99計 | オリックス | 2     |       |       | 0     |       |          |       | 0        | 0        | 0        | .---     |
| 2000  | オリックス | 7     |       |       | 0     |       |          |       | 4        | 4        | 0        | .000     |
| 2001  | 中日       | 16    |       |       | 3     |       |          |       | 6        | 3        | 3        | .500     |
| 2002  | 中日       | 5     |       |       | 0     |       |          |       | 3        | 3        | 0        | .000     |
| 2003  | 中日       | 43    |       |       | 3     |       |          |       | 22       | 20       | 2        | .091     |
| 2004  | 中日       | 35    |       |       | 0     |       |          |       | 11       | 7        | 4        | .364     |
| 2005  | 中日       | 14    | 58    | 8     | 0     | 0     | 1.000    | 1     | 4        | 3        | 1        | .250     |
| 通算  | 通算       | 187   |       |       | 8     |       |          |       | 90       | 62       | 28       | .311     |

### 記録
- 初出場：1995年4月14日、対阪神タイガース1回戦（東京ドーム）、8回表に捕手として出場
- 初安打：1997年4月29日、対阪神タイガース4回戦（東京ドーム）、9回裏に三澤興一の代打で出場、田村勤から中前安打
- 初先発出場：1997年5月5日、対横浜ベイスターズ5回戦（横浜スタジアム）、8番・捕手として先発出場
- 初盗塁：1998年9月29日、対阪神タイガース27回戦（阪神甲子園球場）、5回表に二盗（投手：ダレル・メイ、捕手：矢野輝弘）
- 初打点：2001年6月30日、対横浜ベイスターズ15回戦（横浜スタジアム）、8回表に斎藤隆から左中間へ適時二塁打
- 初本塁打：2004年7月28日、対阪神タイガース19回戦（阪神甲子園球場）、9回表にロドニー・マイヤーズから左越ソロ

### 背番号
- 23 （1994年 - 1999年途中）
- 32 （1999年途中 - 2000年）
- 00 （2001年 - 2003年、2006年）
- 22 （2004年 - 2005年）
- 81 （2016年 - 2018年）
- 88 （2019年 - ）